# Культурний фемінізм
Культурний фемінізм — термін, який використовується для опису різновидів фемінізму, який намагається переоцінити та переосмислити культурно приписувані атрибути жіночності. Він також використовується для опису теорій, які схвалюють вроджені відмінності між жінками та чоловіками.
Культурні феміністки відійшли від радикальних феміністок, коли відкинули попереднє феміністське та патріархальне уявлення про те, що жіночі риси є небажаними, і повернулися до есенціалістичного погляду на гендерні відмінності, у якому вони вважали «жіночу природу» вищою.

## Походження терміна
На відміну від радикального фемінізму чи соціалістичного фемінізму, культурний фемінізм не був ідеологією, широко проголошуваною прихильницями, а частіше був принизливим ярликом, приписуваним його противниками та противницями. У 1975 році Брук Вільямс першою охарактеризувала «деполітизацію радикального фемінізму» як «культурний фемінізм». Однак цей термін з'явився ще в 1971 році, коли Френсіс Чепмен у листі, надрукованому в Off Our Backs, засудила літературний журнал Aphra як «служив справі культурного фемінізму». Соціалістична феміністка Елізабет Діггс у 1972 році використала ярлик «культурний фемінізм» для застосування до всього радикального фемінізму.
Засновниця Redstockings Еллен Вілліс стверджувала: «Переважна більшість жінок, які сьогодні називають себе „радикальними феміністками“, насправді дотримуються політики, яку точніше назвати „культурним фемінізмом“. […] Хоча культурний фемінізм вийшов з радикального феміністичного руху, передумови цих двох течій є антитетичними. Проте ліві та інші рідко розрізняють ці дві течії».

## Теорія
Культурний фемінізм ставить жінок у положення, яке надмірно визначається патріархальними системами. Лінда Алкофф зазначає, що «культурна феміністична переоцінка трактує пасивність жінки як її миролюбність, її сентиментальність як її схильність до піклування, її суб'єктивність як її розвинену самосвідомість».
Подібні лінії думок простежуються до більш ранніх періодів. Лаура Джейн Аддамс і Шарлотта Перкінс Гілман стверджували, що в управлінні державою співпраця, турбота та ненасильство у врегулюванні конфліктів суспільству, здається, є тим, що потрібно від жіночих чеснот. Жозефіна Донован стверджує, що журналістка, критик і борець за права жінок ХІХ століття Маргарет Фуллер започаткувала культурний фемінізм у своїй книзі «Жінка в дев'ятнадцятому столітті» (1845). Вона наголошувала на емоційній, інтуїтивній стороні знання та висловлювала органічний світогляд, який суттєво відрізняється від механістичного погляду раціоналістів Просвітництва.
Однак саме стаття Еліс Еколс «Культурний фемінізм: феміністичний капіталізм і антипорнографічний рух» призвела до широкого застосування цього терміна для опису сучасних феміністок, а не їхніх історичних предків. Її прикладами культурних феміністок є Едрієнн Річ, Андреа Дворкін, Флоренс Раш, Дженіс Реймонд, Кетлін Беррі, Мері Дейлі, Робін Морган, Сьюзан Браунміллер і Сьюзан Гріффін.
Мері Дейлі пов'язувала «жіночу енергію», або її термін Gyn/Ecology, з жіночим «життєствердним, життєтворчим біологічним станом», який стає жертвою чоловічої агресії в результаті «чоловічого безпліддя». Адрієнн Річ стверджує, що жіноча біологія має «радикальний» потенціал, який був пригнічений через його зменшення чоловіками. Деякі культурні феміністки бажали відокремлення центрів і просторів, керованих лише жінками, щоб «кинути виклик негативним гендерним конструкціям». Цю форму сепаратизму в рамках культурного фемінізму критикували за те, що вона ігнорує структурний патріархат і натомість звинувачує чоловіків як окремих осіб у пригніченні жінок. На додаток до фізичного розділення, культурні феміністки закликали до «відокремлення від чоловічих цінностей».
Жінки вважаються найважливішою та найбільш маргіналізованою групою. Дейлі стверджував, що інші категорії ідентичності, включаючи етнічну приналежність і клас, є групами, визначеними чоловіками, і жінок, які ідентифікують їх, відділяють від інших жінок. Річ заявляє, що «соціальний тягар», покладений на жінок, більший і складніший навіть за тягар рабства.
Материнство і дітонародження є ще однією популярною темою в теорії культурного фемінізму. Річ теоретизував материнство як інституцію, створену для контролю над жінками, що відрізняється від справжнього, природного материнства. Культурні феміністки заявляють, що стосунки між матір'ю та дочкою, а отже, і всіма жінками, були зруйновані патріархатом і повинні бути відновлені.
У своєму вичерпному дослідженні феміністської теорії другої хвилі «Любов і політика: радикальні феміністські та лесбійські теорії» Керол Енн Дуглас (давній критик Off Our Backs) включила вплив популярної книги Сьюзен Гріффін «Жінка і природа: Ревіння всередині неї» як центральне місце в розвитку цієї теорії. Примітно, що цей розділ книги Дугласа називається «Чоловіча біологія як проблема», а аналіз ідей Гріффін має підзаголовок" Природна жінка".

## Критика
У статті 2004 року для журналу "Жінки в культурі та суспільстві " Крістен Годсі зазначає кілька форм критики з боку кольорових жінок і жінок із країн, що розвиваються, які вважають, що «ідея глобального сестринства стирає важливі відмінності у владі та доступі до ресурсів серед жінок різних рас, етнічних та національностей».:727 Загальне занепокоєння, особливо серед кольорових жінок і жінок з країн, що розвиваються, полягає в тому, що культурний фемінізм включає лише білих жінок із вищого класу, замість того, щоб брати до уваги жінок іншого кольору шкіри та статусу.:727 Це занепокоєння відображено Одрі Лорд у «Відкритому листі до Мері Дейлі», в якому Лорд висловлює розчарування тим, що Дейлі виключила спадщину та історії Лорд та інших неєвропейських жінок зі своєї культурної феміністичної книги, вибірково використовуючи слова неєвропейських жінок, вирвані з контексту, щоб довести свою точку зору та описати «жіночу віктимізацію».
Інше занепокоєння викликає переконання, що культурні феміністки «не оскаржували визначення жінки, а лише визначення, яке дають чоловіки», і тому увічнюють гендерний есенціалізм:11 Коли культурні феміністки стверджують, що такі проблеми, як патріархат і зґвалтування, є невід'ємними продуктами чоловічої біології та поведінки, можливість критикувати та оскаржувати структури, що стоять за цими проблемами, зникає. Крім того, есенціалістські визначення поняття «жінка» посилюють деспотичну вимогу до жінок відповідати «вродженій „жіночності“, за якою їх будуть судити». Еліс Еколс заявила, що культурні феміністки вважають, що для боротьби з «чоловічою розпусністю» жінки повинні вимагати поваги, придушуючи свою сексуальність і пропонуючи консервативний «жіночий стандарт сексуальності».:52 Вона критикує цю концепцію за спробу контролювати сексуальне самовираження жінок, щоб покласти на них відповідальність за передбачувані проблеми з чоловічою сексуальністю.:52
Цей біологічний детермінізм також відображається на поглядах культурних феміністок на трансгендерних жінок. Еколс описує приписування культурними феміністками трансґендерним жінкам чоловічої ґвалтівності як недоречне і пояснює, що культурні феміністки не люблять трансґендерних жінок за звинувачення в тому, що вони «підривають значущість ґендеру і стирають межі між ґендерами», привласнюють жіноче тіло (що культурні феміністки розглядають як різновид зґвалтування) і загрожують вивести «залишкову гетеросексуальність» лесбійок з лесбійсько-феміністичного простору.
Культурний фемінізм також критикують за залучення до капіталізму — практики, яку деякі феміністки вважають такою, що суперечить феміністичним цінностям і є контрпродуктивною для феміністичного руху. Щоб висвітлити проблеми феміністичного капіталізму, Еколс проаналізувала реалізацію, практику та результати діяльності Феміністичної економічної мережі, феміністичного бізнесу, який мав намір використовувати капіталізм, щоб допомогти жінкам подолати патріархальні бар'єри, надаючи кредити від феміністичних кредитних спілок феміністичним підприємствам, що належать феміністкам. Вона виявила, що мережа експлуатує працівників, відкидає демократію, колективність і підзвітність, і виправдовує ієрархію влади в бізнесі, стверджуючи, що сестринство гарантує, що індивідуальне розширення прав і можливостей призводить до колективного розширення прав і можливостей для жінок. Висновки Еколс можна доповнити критикою бізнес-практик культурних феміністок у книзі «Не за нашими спинами». Авторки пояснюють, що «феміністичний» бізнес, за який виступають культурні феміністки, деполітизує фемінізм, є ієрархічним за своєю суттю, має мінімальний доступ до політичного та економічного впливу і є імпліцитно реформістським. Крім того, авторки вказують на недоліки спроб культурних феміністок протидіяти пригнобленню через членство в репресивній економічній системі, використання теорії бутстрапу та перетворення фемінізму на товар і ринок, що в кінцевому підсумку слугує «чоловічому» капіталізму.
Верта Тейлор і Лейла Дж. Рупп стверджували, що критика культурного фемінізму часто є нападом на лесбійський фемінізм. Дослідження Сюзанни Стаггенбург у Блумінгтоні, штат Індіана, привело її до висновку, що участь у діяльності, яку називають культурним фемінізмом, «дає мало доказів того, що культурний фемінізм призвів до зниження політичної активності в жіночому русі».